# Rochuskirche (Grodzisko)

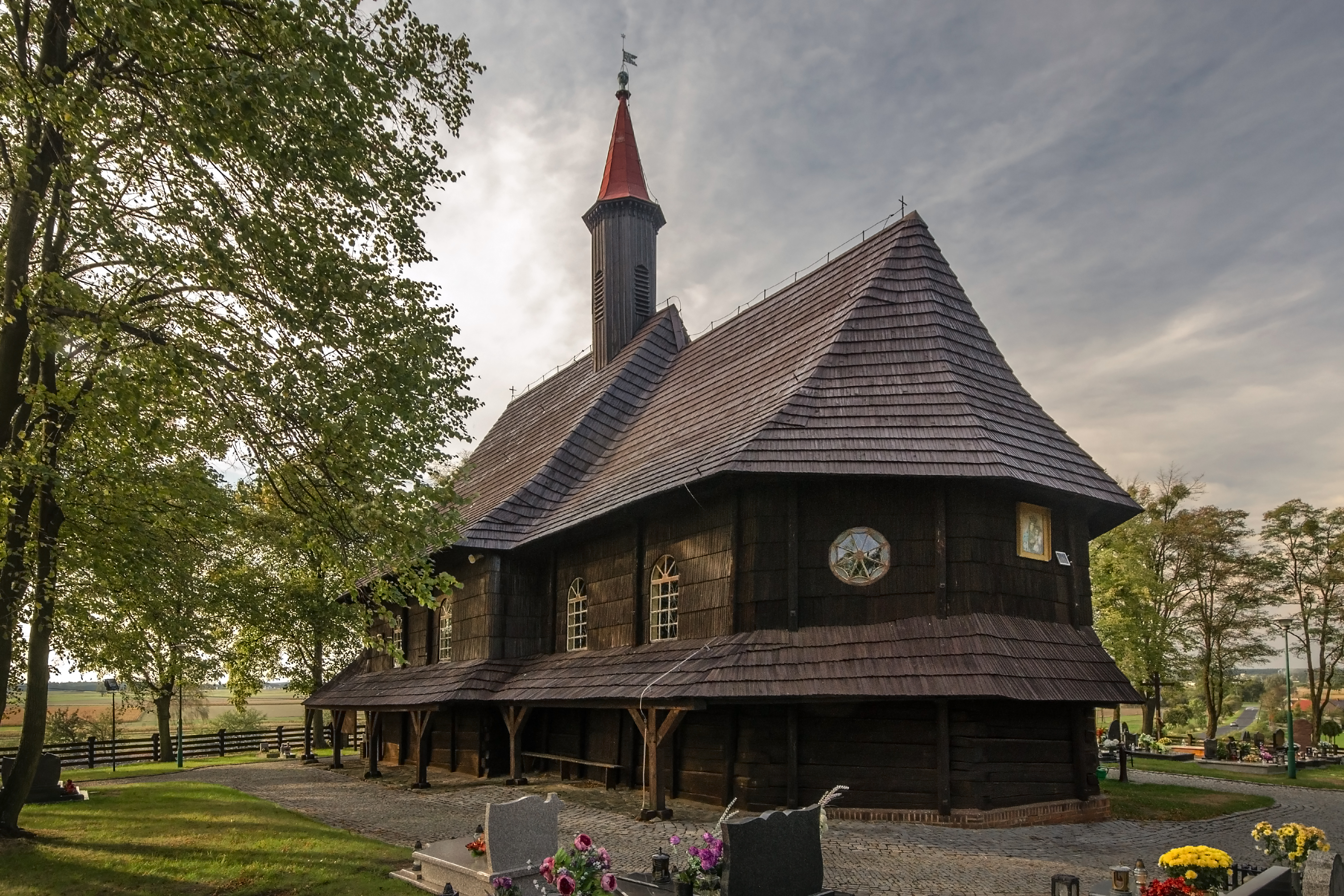
Die Rochuskirche

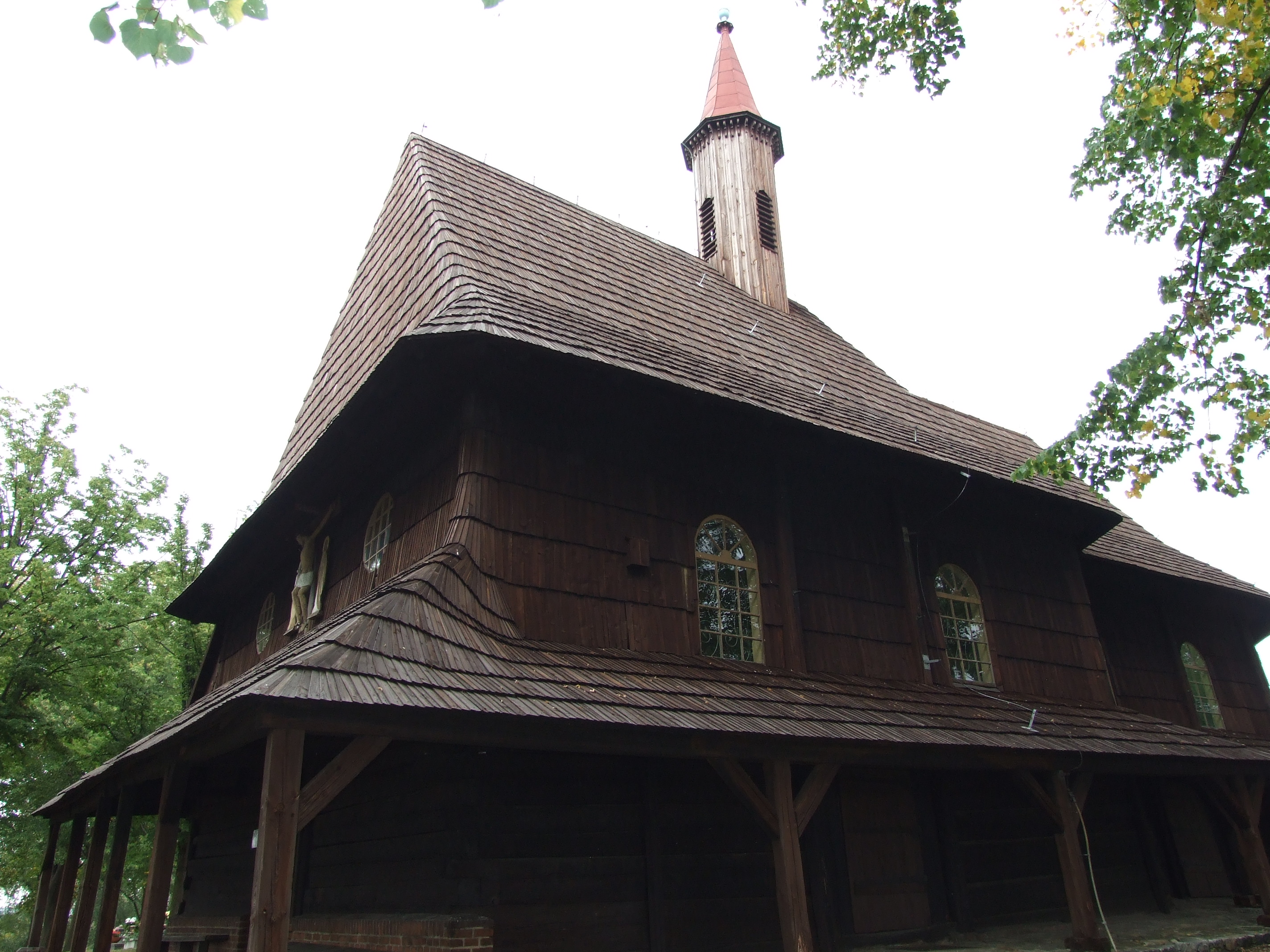
Außenansicht

Die römisch-katholische Wallfahrtskirche St. Rochus befindet sich drei Kilometer südöstlich der Stadt Olesno (deutsch: Rosenberg O.S.) am westlichen Ortsrand von  Grodzisko (dt. Grötsch) bzw. am ehemaligen Ort Walspek-Rosenhain auf einer kleinen Anhöhe in den Feldern und ist eine Schrotholzkirche aus dem 18. Jahrhundert.

## Geschichte
Nach einer Inschrift über der Sakristeitür wurde die Rochuskirche 1710 erbaut. Die Kirche wurde 1960 und in den 1990er Jahren restauriert.

## Ausstattung
Die Kirche ist ausgestattet mit einem barocken Altar aus dem Jahr 1714 mit Figuren des heiligen Gregor, des Heiligen Johannes Nepomuk, des heiligen Augustinus, des heiligen Ignatius, der heiligen Barbara, der heiligen Helena und der heiligen Dreifaltigkeit. Im Altar befindet sich ein Gemälde des heiligen Rochus von Montpellier mit dem Panorama der Stadt Olesno.